# Lucía Etcheverry
Lucía Etcheverry Lima (Salto, 2 de julio de 1968) es una asistente social y política uruguaya perteneciente al Movimiento de Participación Popular, Frente Amplio.

## Biografía
Etcheverry egresó de la Universidad de la República en 1993 con el título de asistente social. Su actividad se concentró en el área de la vivienda social. Se desempeñó como Directora Nacional de Vivienda en el MVOTMA y también, como Directora de Obras en la Intendencia de Canelones
En los comicios de 2019 resultó electa diputada por el departamento de Canelones para el periodo 2020-2025. En las siguientes elecciones fue electa senadora.
En diciembre de 2024, Etcheverry fue anunciada por el presidente electo Yamandú Orsi como futura ministra de Transporte y Obras Públicas.